# Lac de Fortezza
Le lac de Fortezza (Lago di Fortezza en italien, Franzensfester Stausee en allemand) est un lac artificiel formé par un barrage bloquant le cours de la rivière Isarco. Le lac est situé au sud du village homonyme de Fortezza. 

## Histoire

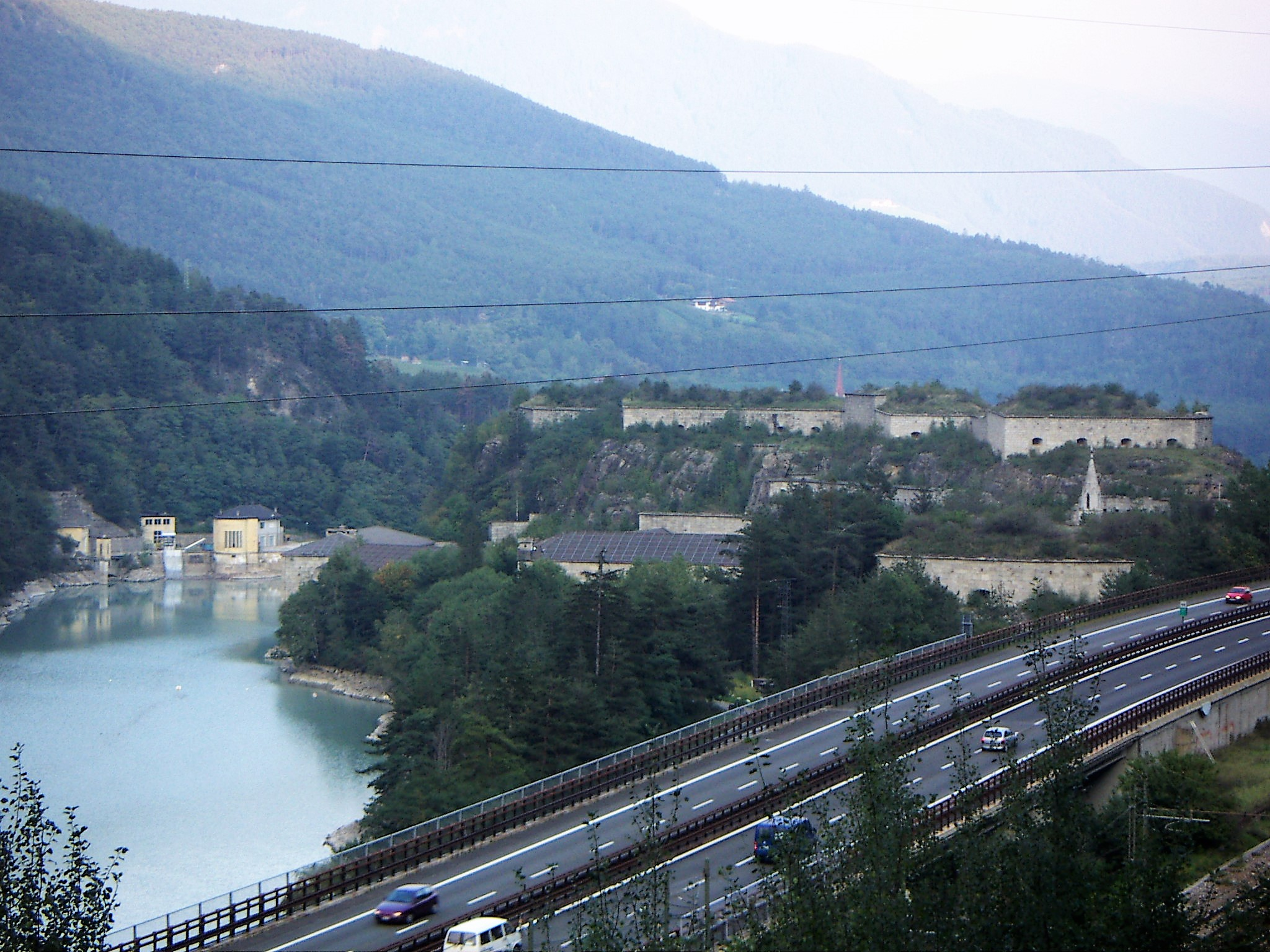
Le lac de Fortezza, avec la forteresse de Fortezza.

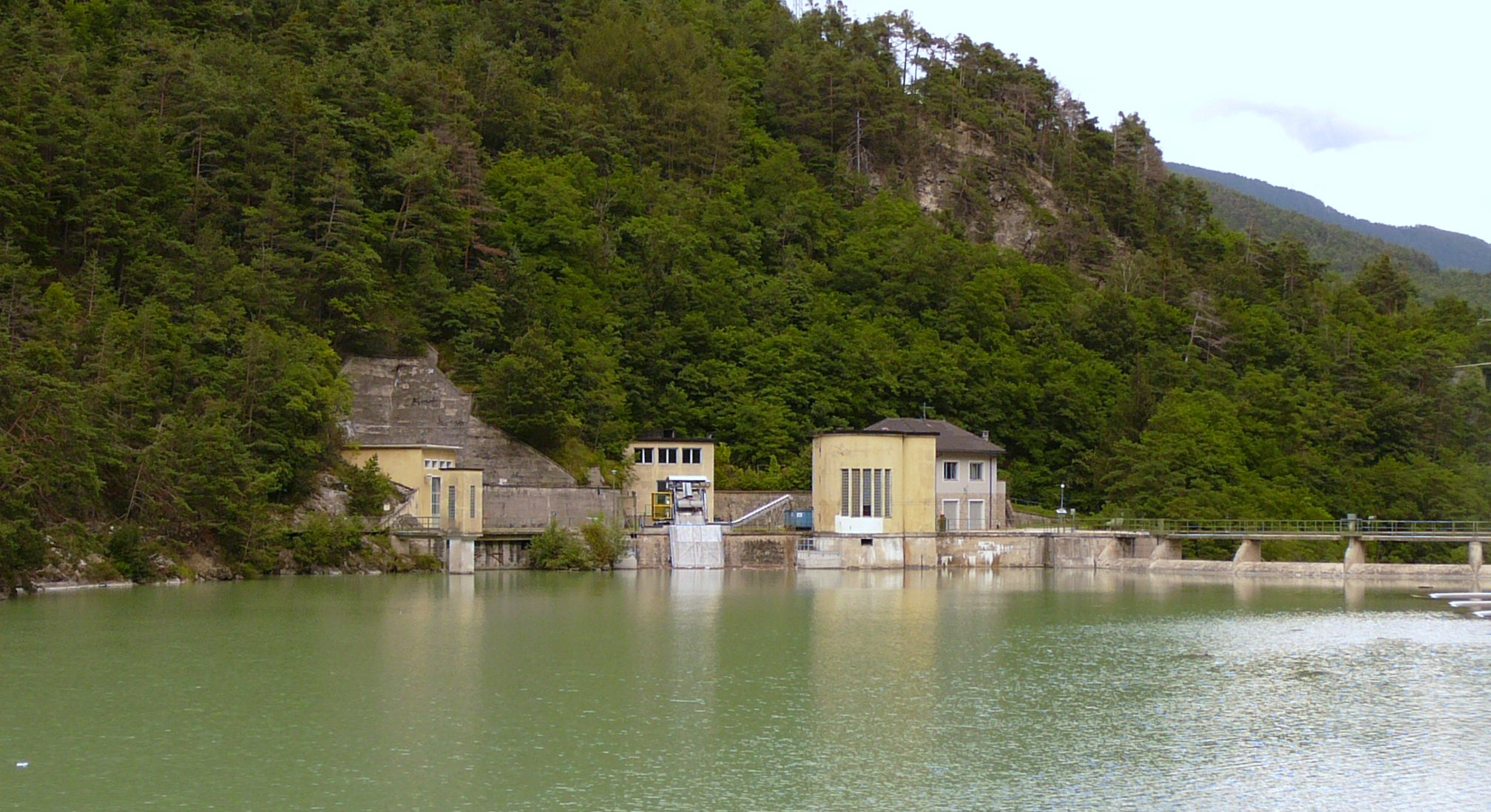
Le barrage du lac.

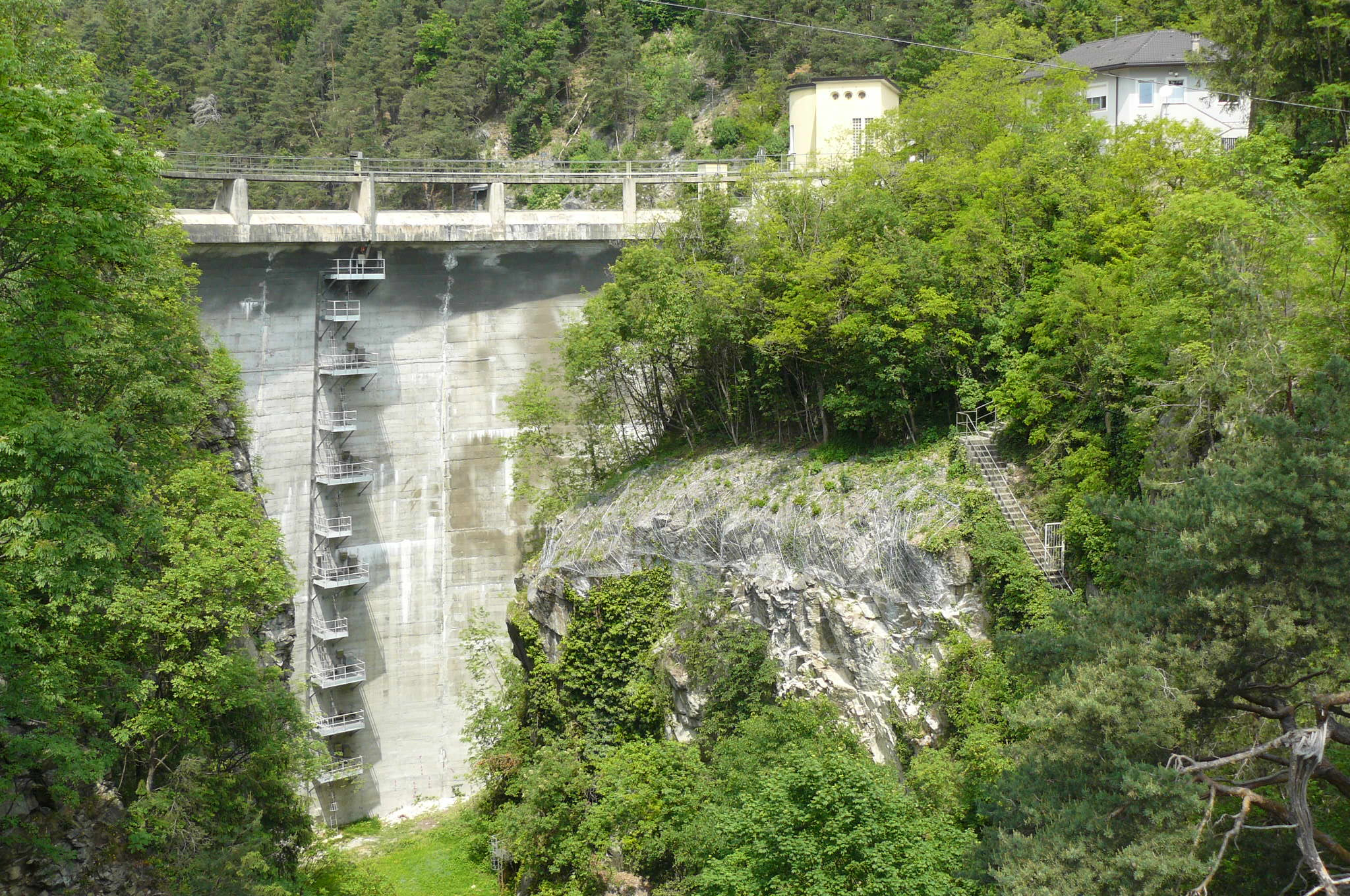
Le mur de soutènement.

Le barrage a été construit en 1940 pendant le fascisme, dans le contexte de la politique de l'autarcie, pour répondre aux besoins énergétiques croissants. Son projet a été développé parallèlement à celui du barrage de Rio di Pusteria qui a généré le lac du même nom. Ainsi, deux réservoirs ont été créés pour acheminer l'eau (également à travers des tunnels souterrains) vers la centrale hydroélectrique de Bressanone. 
La construction du lac de Fortezza a entraîné l'effet collatéral de la submersion du village d'Unterau / Prà di Sotto (comme ce fut le cas pour Curon Venosta pour la construction du lac de Resia). 
Sur la rive sud du lac, se trouve la forteresse de Franzensfest entièrement en granit construite par l'empereur François Ier d'Autriche entre 1833 et 1839 et traversée par le chemin de fer Val Pusteria. 
Près de ce qui deviendra plus tard le lac, juste avant la Seconde Guerre mondiale, cinq bunkers ont été construits. 

## Données techniques
- Surface : 0,23 km2
- Surface du bassin versant : 680 km2
- Altitude au réglage maximum : 722,5 m
- Altitude maximale du bassin versant : 3 509 m
- Profondeur maximale : 58,8 m
- Volume : 3,35 millions de m3